# نیتبی، کامبریا
نیتبی (به انگلیسی: Nateby) یک روستا و محله مدنی در بریتانیا است که در منطقه ادن واقع شده‌است. نیتبی ۱۲۰ نفر جمعیت دارد.